# 環歌子
環 歌子（たまき うたこ、1901年10月28日 - 1983年9月5日）は、日本の映画女優である。日本映画最初期のサイレント映画時代にデビューし、若手時代は剣戟映画スター・阪東妻三郎と多く共演した。一時玉木 悦子（たまき えつこ）を名乗った。本名：青木 ツネ（あおき つね、旧姓）。
身長5尺2寸（約157.6センチ）、体重12貫（約45キロ）。当時の成人女性としては長身であった。

## 来歴・人物
1901年（明治34年）10月28日、北海道庁函館区（現在の北海道函館市）に生まれる。1918年（大正7年）、北海道庁立函館高等女学校（現在の北海道函館西高等学校）を卒業して上京、「浅草オペラ」のアサヒ歌劇団に入団、浅草公園六区の「駒形劇場」で初舞台を踏んだ。
1921年（大正10年）7月、国際活映・新派の田村宇一郎監督作品のロケーションにエキストラ出演したところ、田村に認められ、同社の巣鴨撮影所に入社した。ここから「環歌子」を名乗る。同年9月17日公開の『秩父嵐』で二枚目俳優葛木香一の相手役をつとめ、スクリーンデビューを果たす。このように、はじめは現代劇女優であった。
1923年（大正12年）4月、京都に設立された牧野省三の「マキノ映画製作所」に引き抜かれる。同年、牧野自らの監督作『加賀の若殿』で初めて時代劇に出演。従来マキノでは、女役は女形の花柳紫紅がつとめており、同社初の時代劇女優となった。このときの仲間に大部屋時代の阪東妻三郎がいた。このため、後年まで阪東を「妻ちゃん」と呼べる数少ない人物となった。阪東妻三郎第一回主演作品『鮮血の手形』前後篇でも大役をこなす。本作に阪東を推したのは、脚本の寿々喜多呂九平のみならず、環の推薦も大きかった。阪東は本作で一躍スターとなる。やがて環は『雲母坂』などで阪東と次々コンビを組み、マキノのトップ女優の扱いとなる。またこの頃、付き人に後の俳優・杉狂児がいた。
1924年（大正13年）、映画女優の人気投票において、6万2,674票で1位を獲得している。同年6月のマキノと東亜キネマの合併で、現代劇の東亜キネマ甲陽撮影所に移籍する。翌1925年（大正14年）3月、東亜を退社した阪東に同行し阪東妻三郎プロダクションに入社。寿々喜多脚本、二川文太郎監督作『雄呂血』で、阪東演じる主人公・久利富平三郎の破滅の原因となる女を演じる。同作の撮影後に結婚し、それを機に退社する。このとき24歳であった。

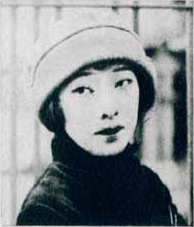
『芝居とキネマ』誌1929年1月号付録。27歳、洋装である。

1926年（大正15年）9月、マキノ・プロダクション御室撮影所に入社して最初の復帰。このとき「玉木悦子」に改名した。吉川英治原作の『鳴門秘帖』（日活・東亜キネマとの競作）では、日活の酒井米子、東亜の原駒子と「見返りお綱」役を競った。
1928年（昭和3年）7月に「環歌子」に名を戻し、同年9月、河合プロダクションに移籍、時代劇、現代劇に多く出演する。翌1929年（昭和4年）6月に河合を退社。休養期間を経て、1930年（昭和5年）5月に松竹下加茂撮影所に入社。1932年（昭和7年）にふたたび引退。
引退から3年後の1935年（昭和10年）8月、33歳のころに日活京都撮影所に入社して女優に復帰する。1941年の稲垣浩監督作品『江戸最後の日』で、阪東の演じる勝海舟の妻役として久々に共演することとなり、スタジオに入るなり、当時大スターとなっていた阪東に「妻ちゃん、しばらく」と言い放って、スタッフ一同を驚かせたという。1942年（昭和12年）、映画業界の再編に伴い大映に移籍。
戦後、マキノ雅弘監督の『佐平次捕物控・紫頭巾』（1949年 CAC）および小林桂三郎監督の『おんな船頭唄』（1956年 日活）に出演して以降、出演作品が絶えた。テレビドラマの出演はなかった。
晩年は東京の葛飾区お花茶屋の駅ほど近くに住んでいた。1983年（昭和58年）9月5日に死去。81歳没。